# Rochus Josef Tatamai
Rochus Josef Tatamai (Raduna, 24 settembre 1962) è un arcivescovo cattolico papuano, dal 19 giugno 2020 arcivescovo metropolita di Rabaul.

## Biografia
Rochus Josef Tatamai è nato a Raduna il 24 settembre 1962.

### Formazione e ministero sacerdotale
Ha frequentato il seminario minore di Ulapia dal 1978 al 1981 e poi è entrato nel noviziato dei Missionari del Sacro Cuore di Gesù a Vunapau. Il 2 febbraio 1983 ha emesso la prima professione. In seguito è stato inviato a Bosmana per continuare gli studi filosofici e teologici. Il 2 febbraio 1989 ha emesso la professione solenne.
Il 26 novembre 1989 è stato ordinato presbitero a Vunapope. In seguito è stato inviato in Australia dove ha seguito un corso di consulenza e in Irlanda e in Francia dove ha seguito dei corsi corsi sui mass-media della Religious Television Association. In seguito è stato vicario parrocchiale e amministratore supplente in diverse parrocchie dal 1990 al 1993; direttore delle vocazioni della sua congregazione dal 1990 al 1997; segretario provinciale dal 1992 al 1995 e assistente del direttore del post-noviziato dal 1995 al 1996. Ha studiato scienze delle comunicazioni al Kairos Communication Institute di Maynooth dal 1997 al 1998. Tornato in patria è stato vice-provinciale dal 1998 al 1999 e membro del consiglio provinciale nel 1999. Ha fatto parte della National Broadcasting Corporation (NBC) e della "Religious Television Association" (RTA-EMTV) come segretario esecutivo e direttore della sezione cattolica dal 1998. È stato vicepresidente per la regione del Pacifico della World Association for Christian Communications (WACC-PAC) con sede a Tonga dal 2000 al 2002. È poi stato cappellano della basilica del Sacro Cuore a Issoudun dal 2003 al 2005.

### Ministero episcopale
L'8 luglio 2005 papa Benedetto XVI lo ha nominato vescovo ausiliare di Kerema e titolare di Accia. Ha ricevuto l'ordinazione episcopale il 29 settembre successivo nella cattedrale dello Spirito Santo a Kerema dall'arcivescovo metropolita di Rabaul Karl Hesse, co-consacranti il vescovo di Kerema Paul John Marx e quello di Kavieng Ambrose Kiapseni.
Il 29 novembre 2007 lo stesso pontefice lo ha nominato vescovo di Bereina.
Dal 3 maggio 2017 al 2 luglio 2020 è stato presidente della Conferenza dei vescovi cattolici di Papua Nuova Guinea e Isole Salomone.
Il 22 giugno 2018 papa Francesco lo ha nominato vescovo di Kavieng. Ha preso possesso della diocesi il 15 agosto successivo.
Il 19 giugno 2020 lo stesso pontefice lo ha promosso arcivescovo metropolita di Rabaul. Ha preso possesso dell'arcidiocesi il 29 settembre successivo.

## Genealogia episcopale e successione apostolica
La genealogia episcopale è:
- Cardinale Scipione Rebiba
- Cardinale Giulio Antonio Santori
- Cardinale Girolamo Bernerio, O.P.
- Arcivescovo Galeazzo Sanvitale
- Cardinale Ludovico Ludovisi
- Cardinale Luigi Caetani
- Cardinale Ulderico Carpegna
- Cardinale Paluzzo Paluzzi Altieri degli Albertoni
- Papa Benedetto XIII
- Papa Benedetto XIV
- Papa Clemente XIII
- Cardinale Antonio Dugnani
- Arcivescovo Jean-Charles de Coucy
- Cardinale Gustave-Maximilien-Juste de Croÿ-Solre
- Vescovo Charles-Auguste-Marie-Joseph Forbin-Janson
- Cardinale François-Auguste-Ferdinand Donnet
- Vescovo Charles-Emile Freppel
- Cardinale Louis-Henri-Joseph Luçon
- Cardinale Charles-Henri-Joseph Binet
- Cardinale Maurice Feltin
- Cardinale Jean-Marie Villot
- Cardinale Andrea Cordero Lanza di Montezemolo
- Arcivescovo Karl Hesse, M.S.C.
- Arcivescovo Rochus Josef Tatamai, M.S.C.

La successione apostolica è:
- Vescovo Roland Vunuvung (2023)